# Анђели чувари
Анђели чувари (фр. Les Anges gardiens) француска је акциона филмска комедија са елементима фантастике из 1995. године у режији Жан-Мари Поареа.
Сироче давно заборављеног пријатеља и нелегална готовина, изазивају грижу савести код љигавог бизнисмена (Жерар Депардје) и неспретног свештеника (Кристијан Клавије) на путу од Хонг Конга до Париза.

## Радња
Антоан Карко је успешан власник ноћног клуба који ужива у животу и свом богатству. Његов мир ремети само шармантна, али страшно љубоморна девојка Регина, али у целини Антоанов живот је величанствен. Све се мења када Карко прими позив од свог умирућег пријатеља Ивона из Хонг Конга. Током своје бурне младости, Ивон „Пиле” Радмило му је спасио живот, а сада има последњи захтев: да дође у Хонг Конг, одведе извесног дечака Баоа и отпрати га у Француску. Карко покушава да одбије, али Ивон обећава да ће платити много новца за ову услугу, а Антоан одмах одлази у југоисточну Азију. У Хонг Конгу, Карко проналази Баоа, који даје Антоану мали кључ од сефа који садржи обвезнице на доносиоца. Срећни Карко узима ово богатство, али се онда испоставља да новац припада господину Моу, шефу локалне мафије, који почиње да лови Антоана и Баоа.
У исто време, скромни свештеник Тарен је у Хонг Конгу. Заједно са групом младих хулигана које је Тарен довео из Француске за празнике, свештеник се бави добротворним и волонтерским радом. Њему се Карко обраћа за помоћ. Након што је убацио обвезнице у свештеников пртљаг, Антоан безбедно прелази границу и, по доласку у Париз, узима обвезнице за себе и оставља малог Баоа на старање Тарена. Свештеник покушава да апелује на глас савести, али Антоан, заслепљен сопственим интересом, не чује ништа.
И онда се деси чудо. Антоану прилази његов анђео чувар, тачна копија Карка и невидљива за све осим Антоана. Анђео подстиче Антоана да буде поштен и пронађе мајку бебе Баоа да јој да новац. У почетку, преплашени Карко вришти и мисли да је изгубио разум и да халуцинира. Али након што се уверио да је анђео веома стваран, Антоан жури Тарену тражећи помоћ. Побеснели свештеник одбија Карка, а онда се дешава још једно чудо - његов демон кушач одлеће у Тарен, који почиње да кује све врсте интрига. Карко и Тарен схватају да постоји само један начин да се отарасе анђела и демона – морају пронаћи Баову мајку и предати јој дете. Ствар се додатно компликује чињеницом да мафија наставља да трага за Баом и новцем по Француској. По наређењу господина Моа, бандити киднапују Баоа и Жан-Лика, свештениковог брата, а за њихов повратак мафијаши траже обвезнице од Карка. Антоан и свештеник проналазе Баову мајку у Бриселу и говоре јој у каквој се страшној ситуацији налази дечак.
Вративши се у Париз, пријатељи проваљују у јазбину господина Моа и покушавају да спасу Баоа и Тареновог брата. Током туче у ресторану „Ле мандарин куи фуме“ интервенише Карков анђео чувар, Бао и Жан-Лик су спасени, а бандити ухапшени. Антоан се касније жени Регином, донира обвезнице у добротворне сврхе, а у истом тренутку нестају Карков анђео чувар и Таренов демон кушач.